# بوناريس
بلدية بوناريس (بالإسبانية: Bonares) هي بلدية تقع في مقاطعة ولبة التابعة لمنطقة أندلوسيا جنوب إسبانيا.

## الديموغرافيا
بلغ عدد سكان بلدية بوناريس 6.189 نسمة عام 2011 (وفقاً للمعهد الوطني الإسباني للإحصاء).
| 5.056 | 5.063 | 5.271 | 5.310 | 5.602 | 6.015 | 6.189 |